# Dactylella ramosa
Dactylella ramosa är en svampart som beskrevs av Matsush. 1971. Dactylella ramosa ingår i släktet Dactylella och familjen vaxskålar.   Inga underarter finns listade i Catalogue of Life.